# Abaciscus atmala
Abaciscus atmala là một loài bướm đêm thuộc họ Geometridae. Nó được Swinhoe miêu tả năm 1894. Nó được tìm thấy ở đông bắc Himalaya, Myanma, Siberut và Borneo.
Sải cánh dài 12–14 mm.

## Phụ loài
- Abaciscus atmala atmala (Himalaya, Burma)
- Abaciscus atmala smedleyi (Prout, 1931) (đảo Siberut)
- Abaciscus atmala flavida Holloway, 1993 (Borneo)